# Fernando Pedroza
Fernando Pedroza is een gemeente in de Braziliaanse deelstaat Rio Grande do Norte. De gemeente telt 2.994 inwoners (schatting 2009).